# 学校法人中央学院
学校法人中央学院（がっこうほうじんちゅうおうがくいん）は千葉県我孫子市久寺家の中央学院大学内に法人本部をおく学校法人。

## 概要
仏教学者の高楠順次郎らが南岩倉具威男爵を初代校長に迎え、1900年、東京市京橋区に創立した日本橋簡易商業夜学校を現法人の起源とする。 1951年、私立学校法制定により設置した。

## 設置校

### 大学
- 中央学院大学

### 高等学校
- 中央学院大学中央高等学校
- 中央学院高等学校

## 旧設置校

### 大学
- 徳山大学（1974年に学校法人徳山教育財団に移管。2022年4月に公立化し、周南公立大学と改称した。)

### 短期大学
- 中央商科短期大学 （ - 2001年、廃校）

### 高等学校
- 中央高等学校（ - 1970年、休校後、1985年廃校）

## 歴代理事長
- 大平正芳（初代理事長）